# NGC 1503
NGC 1503 è una galassia lenticolare situata nella costellazione del Reticolo, a una distanza di circa 279 milioni di anni luce dalla nostra Via Lattea.

## Scoperta
La galassia è stata scoperta il 2 novembre 1834 dall'astronomo britannico John Herschel.